# Osmia scutispina
Osmia scutispina är en biart som beskrevs av Giovanni Gribodo 1894.
Osmia scutispina ingår i släktet murarbin och familjen buksamlarbin. Inga underarter finns listade i Catalogue of Life.